# 萬聖節全新「驚」典！
〈萬聖節全新「驚」典！〉（英語：All-New Halloween Spooktacular!）是美國超級英雄類型的迷你網路影集《汪達幻視》的第六集，本集由查克·海沃德（Chuck Hayward）和彼得·卡麥隆（Peter Cameron）聯合編劇，麥特·夏克曼執導，於2021年2月12日在Disney+首播。本集为漫威電影宇宙的系列作品之一，與漫威電影宇宙系列電影處於同一架空世界和共同世界。保羅·貝特尼和伊莉莎白·歐森繼續分別飾演在漫威電影宇宙系列電影中的角色幻視和汪達·麥西莫夫，主演還包括泰娜·帕麗斯、伊凡·彼得斯、藍道爾·朴、凱特·丹寧絲和凱薩琳·哈恩。本集講述汪達和皮特洛帶著孩子們歡度萬聖節，幻視獨自前往小鎮邊緣一探究竟。

## 劇情
1990年代末至21世紀初，汪達·麥西莫夫希望全家能共同歡度孩子們的首個萬聖節，幻視稱準備與社區監察隊一起進行街道巡邏，他讓汪達的雙胞胎哥哥皮特洛·麥西莫夫代替自己照顧湯米和比利。皮特洛帶著孩子們玩起不給糖就搗蛋遊戲，湯米獲得了快速移動的超能力，三人在小镇中引起一陣騷亂。汪達随后在活动中遇见阿荷，得知幻視當天並沒有參與組織的工作。汪達因為注意到皮特洛的外貌變化而對他心生疑竇，皮特洛向汪達保證自己的確是她的兄弟。皮特洛知道汪達控制了整個小鎮並且認同她的做法。皮特洛詢問汪達她是如何做到的，汪達沒有明確答案，她僅記得自己的喪親之痛。與此同時，幻視獨自來到小鎮的邊緣，發現眾多居民被困在原地，無法動彈。他見到驅車至此的艾格妮絲，使用超能力使艾格妮絲暫時擺脫精神控制。恢復真實意志的艾格妮絲告訴幻視，他是复仇者联盟的一员，并说他早已死亡，但幻视对复仇者联盟一无所知。
在小鎮之外，泰勒·海沃德準備領導天劍局對汪達發起攻擊。莫妮卡·藍博、黛絲·路易斯和吉米·吳對他的強硬處理方式表示不滿，被驅逐出基地。三人潛入基地，侵入海沃德的裝置，發現海沃德一直在追蹤幻視體內的汎合金所發出的信號。他們還發現由於莫妮卡兩次穿過能量場，因此她的血液樣本中的細胞在分子水平上發生變化。莫妮卡接到消息，能夠幫助她重回能量場內的一名航太工程師已經到達會合的地點。她和吉米先行離開，黛絲留下繼續嘗試攻破裝置的防火墻。幻視強行穿過宇宙微波背景能量場離開小鎮，他的身體開始分裂。海沃德与大批天劍局特工前往戒备。黛絲請求海沃德幫助幻視，但她被特工戴上手銬，鎖在車旁。幻視最終倒地不起。比利感知到此事，告知汪達。汪達使用超能力擴大能量場的範圍，將昏迷的幻視、黛絲和大批天劍局特工囊括在內，海沃德、莫妮卡和吉米則成功脫逃。
情景喜劇《汪達幻視》的中場廣告為以黏土動畫形式呈現的「優神奇優格」。

## 製作

### 開發
2018年10月，漫威影業確定開發以漫威電影宇宙系列電影中的角色「緋紅女巫」汪達·麥西莫夫和幻視為主角的迷你網路影集，伊莉莎白·歐森和保羅·貝特尼回歸分別領銜出演汪達和幻視。2019年8月，麥特·夏克曼確認執導《汪達幻視》。夏克曼、首席編劇潔克·薛佛、凱文·費吉與漫威影業的路易斯·德·埃斯波西托（Louis D'Esposito）以及維多莉亞·阿隆索共同擔當執行製片人:50。凱文·費吉表示影集兼具「經典的情景喜劇」和「漫威史詩」的特色，向多個年代和多種類型的美國電視節目致敬。本集由查克·海沃德（Chuck Hayward）和彼得·卡麥隆（Peter Cameron）聯合編劇。

### 劇本
首席編劇潔克·薛佛稱，影集除了向過去的電視節目致敬之外，還將「嘗試開拓新領域」。主演保羅·貝特尼稱《汪達幻視》向多個年代和多種類型的美國電視節目致敬，凱文·費吉透露本集中插播的虛構中場廣告「為揭示影集的真實故事提供線索」。

### 選角
本集的主要角色包括保羅·貝特尼飾演的幻視、伊莉莎白·歐森飾演的汪達·麥西莫夫、泰娜·帕麗斯飾演的莫妮卡·藍博、伊凡·彼得斯飾演的皮特洛·麥西莫夫、藍道爾·朴飾演的吉米·吳、凱特·丹寧絲飾演的黛絲·路易斯和凱薩琳·哈恩飾演的艾格妮絲:31:49–32:05。
汪達和幻視的雙胞胎兒子出現於本集之中，朱利安·希利亞德（Julian Hilliard）和傑特·克萊恩（Jett Klyne）分別飾演比利（Billy）和湯米。喬許·斯塔姆博格出演天劍局代理局長泰勒·海沃德，艾倫·赫克納（Alan Heckner）飾演天劍局特工蒙蒂（Agent Monti），莎麗娜·安杜茲（Selena Anduze）飾演天劍局特工羅德里格斯（Agent Rodriguez）。在倒敘情節中，索菲亞·蓋達洛娃（Sophia Gaidarova）和約書亞·貝格曼（Joshua Begelman）分別出演幼年汪達和皮特洛。亞當·戈爾德（Adam Gold）和特里斯滕·陳（Tristen Chen）分別為廣告中的鯊魚和孩子配音:33:00。

### 拍攝
本集在佐治亞州亞特蘭大的松林製片廠拍攝，麥特·夏克曼擔當導演，傑斯·霍爾擔當攝影指導。製作組還在亞特蘭大都會區取景拍攝。因應2019冠狀病毒病疫情，劇組在洛杉磯重啟補拍作業:50。

### 動畫和特效
後期特效製作公司包括、怪物外星人機器人喪屍（Monsters Aliens Robots Zombies）、光影魔幻工業、和:34:03–34:17。中場廣告動畫由Titmouse公司製作，其中定格動畫由完成:34:17。

## 音樂
克里斯托弗·貝克為影集作曲，勞勃·羅培茲和克莉絲汀·安德森-羅培茲為影集創作主題曲。本集音樂原聲帶於2021年2月19日由漫威音樂和好萊塢唱片聯合發行。
| 曲序     | 曲目     | 时长  |
| -------- | -------- | ----- |
| 1.       |          | 0:56  |
| 2.       |          | 0:30  |
| 3.       |          | 0:15  |
| 4.       |          | 0:31  |
| 5.       |          | 0:33  |
| 6.       |          | 2:08  |
| 7.       |          | 0:43  |
| 8.       |          | 1:01  |
| 9.       |          | 0:46  |
| 10.      |          | 4:51  |
| 11.      |          | 0:42  |
| 12.      |          | 0:56  |
| 13.      |          | 5:36  |
| 总时长： | 总时长： | 19:28 |

## 市場營銷
2020年12月初，漫威陸續公佈分別以20世紀50年代至21世紀初為主題的6幅海報，其中元素的變化展現時間流逝以及劇情進展。

## 發行
〈萬聖節全新「驚」典！〉於2021年2月12日在Disney+首播。

## 迴響
〈萬聖節全新「驚」典！〉得到整體好評。根据評論匯總网站爛番茄汇总的22篇评论文章，95%的评论家给予该作正面评价，平均打分为7.6分（满分10分）。

## 備註
1. ↑  參見2018年電影《復仇者聯盟3：無限之戰》。

## 資料來源
1. ↑  Kroll, Justin. . Variety. 2018-09-18  [2018-09-18]. （原始内容存档于2018-09-19） （美国英语）.
2. ↑  Sciretta, Peter. . /Film. 2018-10-30  [2018-11-01]. （原始内容存档于2018-10-31） （美国英语）.
3. 1 2  Fischer, Jacob. . Discussing Film. 2019-08-21  [2019-08-24]. （原始内容存档于2019-08-24） （美国英语）.
4. ↑  Reinstein, Mara. . Emmy. 2020-12-16  [2020-12-19]. （原始内容存档于2020-12-20） （美国英语）.
5. ↑  Kit, Borys. . The Hollywood Reporter. 2019-01-09  [2019-01-10]. （原始内容存档于2019-01-10） （美国英语）.
6. ↑  Dinh, Christine. . Marvel.com. 2019-11-13  [2019-11-14]. （原始内容存档于2019-11-14） （美国英语）.
7. 1 2  Reinstein, Mara. . Emmy. Vol. XLII no. 12. 2020: 42–50  [2021-02-12]. （原始内容存档于2020-12-20） （美国英语）.
8. ↑  Couch, Aaron. . The Hollywood Reporter. 2019-08-23  [2019-08-23]. （原始内容存档于2019-08-23） （美国英语）.
9. 1 2 3  Radish, Christina. . Collider. 2020-11-25  [2020-12-12]. （原始内容存档于2020-12-07） （美国英语）.
10. ↑  Purslow, Matt. . IGN. 2021-02-12  [2021-02-13]. （原始内容存档于2021-02-13） （美国英语）.
11. ↑  Coggan, Devan. . Entertainment Weekly. 2020-11-10  [2020-11-10]. （原始内容存档于2020-11-10） （美国英语）.
12. ↑  Radish, Christina. . Collider. 2021-01-11  [2021-01-11]. （原始内容存档于2021-01-12） （美国英语）.
13. 1 2 3 4  Hayward, Chuck; Cameron, Peter. . . 第1季. 第6集. 2021-02-12  [2021-02-12]. Disney+. （原始内容存档于2021-02-17） （美国英语）.片尾演職員表於30:30開始。
14. ↑  Barnhardt, Adam. . ComicBook.com. 2019-09-09  [2019-10-21]. （原始内容存档于2019-09-20） （美国英语）.
15. ↑  Walljasper, Matt. . Atlanta. 2019-12-30  [2020-04-03]. （原始内容存档于2020-03-02） （美国英语）.
16. ↑  Walljasper, Matt. . Atlanta. 2020-02-29  [2020-03-02]. （原始内容存档于2020-03-02） （美国英语）.
17. ↑  Davids, Brian. . The Hollywood Reporter. 2021-01-15  [2021-01-15]. （原始内容存档于2021-01-15） （美国英语）.
18. ↑  Frei, Vincent. . Art of VFX. 2021-01-05  [2021-01-15]. （原始内容存档于2021-01-13） （美国英语）.
19. ↑  Workman, Robert. . SuperheroHype!. 2020-01-21  [2020-01-21]. （原始内容存档于2020-01-22） （美国英语）.
20. ↑  Taylor, Drew. . Collider. 2021-01-04  [2021-01-04]. （原始内容存档于2021-01-04） （美国英语）.
21. ↑  . Film Music Reporter. 2021-02-18  [2021-02-18]. （原始内容存档于2021-02-18） （美国英语）.
22. ↑  Pulliam-Moore, Charles. . io9. 2020-12-09  [2020-12-10]. （原始内容存档于2020-12-10） （美国英语）.
23. ↑  . The Futon Critic.   [2021-02-13]. （原始内容存档于2021-02-13） （美国英语）.
24. ↑  . Rotten Tomatoes. Fandango Media.   [2021-09-01].

## 外部連結
- 互联网电影数据库上萬聖節全新「驚」典！的资料（英文）